# انایی برنری
انایی برنری (به اسپانیایی: Anahí Berneri؛ زادهٔ ۱۹۷۵) کارگردان فیلم و فیلم‌نامه‌نویس اهل آرژانتین است. فیلم‌های وی در جشنواره بین‌المللی فیلم سن‌سباستین و جشنواره بین‌المللی فیلم تورنتو به نمایش گذاشته شده‌است.